# Necdet Kent
Pour les articles homonymes, voir Kent (homonymie).
İsmail Necdet Kent, né le 1er janvier 1911 en Turquie et mort le 20 septembre 2002, est un diplomate turc. Alors vice-consul général à Marseille entre 1941 et 1944 lors de la Seconde Guerre mondiale, il a sauvé des dizaines de Juifs en leur donnant la citoyenneté turque, pour les sauver de la déportation. Il est ainsi surnommé le « Schindler turc ».[citation nécessaire]
L'un de ses fils, Muhtar Kent, a été le président de The Coca-Cola Company de juillet 2008 à mai 2017.